# Waldvogel József
Vitéz Szívós-Waldvogel József János (Esztergom, 1872. január 29. – Esztergom, 1952. április 30.) magyar királyi tábornok.

## Származása
Ősei az 1830-as évek végén érkeztek Bajorországból, Görisried vidékéről Magyarországra, hogy részt vegyenek az Esztergomi Főszékesegyház építésében, mint asztalosok.

## Élete
Középiskoláit szülővárosában végezte, majd a császári és királyi 26. gyalogezredben leszolgálta önkéntesi évét. A tiszti vizsga letétele után ténylegesítette magát a hadseregnél. 1894 és 1916 között a 44. gyalogezrednél szolgált. Az első világháború kitörésekkor századparancsnokként vonult hadba és részt vett a szabácsi harcokban, majd az orosz harcszíntérre került. 1914-ben a második lembergi csatában megsebesült. Felgyógyulása után újból a frontra vezényelték. Stari Sambornál másodszor is megsebesült. 1916-ban mint őrnagyot a császári és királyi 25. gyalogezredhez osztották be. 1916-ban az 5. határvadász-zászlóalj parancsnokává nevezték ki és ezzel vonult az albán frontra. 1917-ben a III/85. gyalogzászlóalj parancsnoka lett és részt vett a 11. és 12. isonzói csatában, valamint a tolmeini áttörésben. 1918. június 15-én a piavei csatában rohamoszlopának élén tüdőlövést kapott.
A Tanácsköztársaság idején nem teljesített szolgálatot. Visszatért Esztergomba és itt megalapította a keresztényszocialista pártot. A kommunisták üldözése elől kénytelen volt Bécsbe menekülni, ahol gróf Bethlen Istvánhoz csatlakozott és az ottani magyar katonai különítmény tagjainak sorába lépett. Innen Szegedre ment és Horthy Miklóshoz csatlakozott. Részt vett a Nemzeti Hadsereg magvának megszervezésében. Amikor a nemzeti hadsereg Szegedről kivonult, alezredessé lépett elő, és Horthy Miklós fővezér kinevezte Esztergom város és Esztergom vármegye katonai parancsnokává. Keménykezű katonaként sikerült teljesen elfojtania a kommunista mozgolódásokat. Engesztelhetetlen szigorának, vasfegyelmet tartó egyéniségének és mindenre kiterjedő gondoskodásának a megyében és a városban példás rend lett a következménye. Mindezek elismeréseként Horthy Miklós ezredessé léptette elő.
1920-ban megalapította a MOVE (Magyar Országos Véderő Egyesület) esztergomi csoportját.  1921-1922 között a 3. kerékpáros zászlóalj parancsnoka volt, majd a budapesti műegyetemi karhatalmi zászlóaljat vezette. Katonai parancsnok volt akkor is, amikor IV. Károly király Magyarországra érkezett, hogy trónját újra elfoglalja. A király érkezésének hírére Csehszlovákia mozgósítani akart. Tartani lehetett attól, hogy a Dunán átkelve megtámadják Esztergomot. Ekkor Waldvogel az Esztergomban lakó tartalékos tisztekből erős századot alakított, és megtette mindazon katonai intézkedéseket, amelyeket az ellenséges átkelés megakadályozására szükségeseknek tartott. Végül a Horthyhoz hű erők visszaverték a király kísérletét, így a csehszlovák hadsereg támadása is elmaradt.

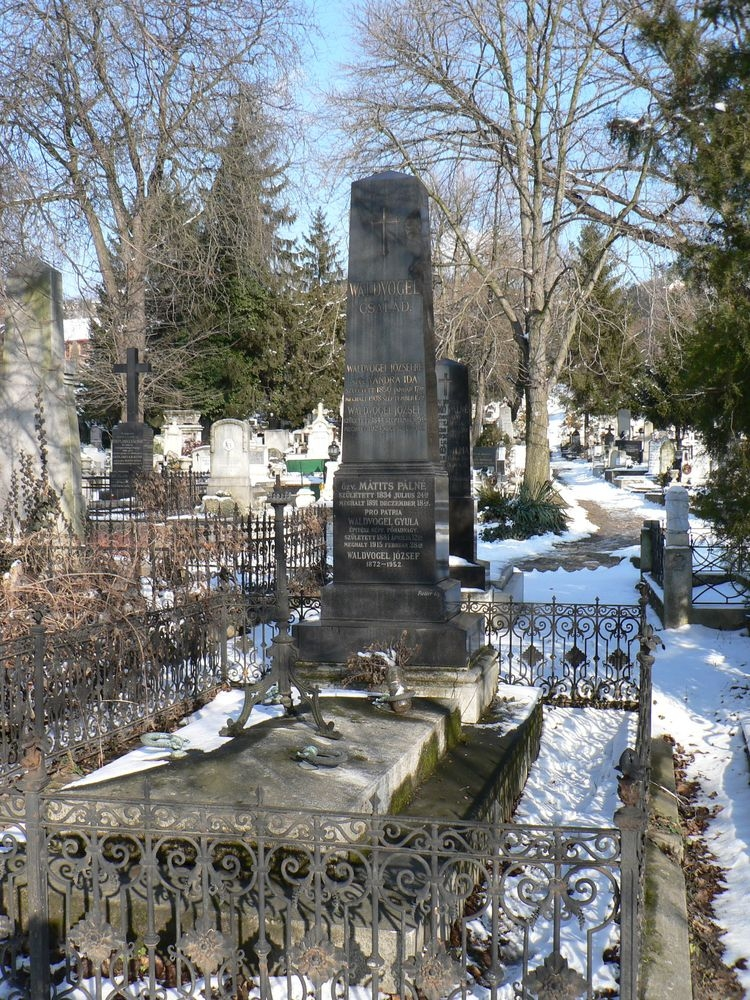
A Waldvogel család sírja az esztergomi belvárosi temetőben

Horthy Miklós kormányzó 1921-ben vitézzé avatta, tábornokká léptette elő. Mint vitéz a Szívós előnevet választotta. 1921-1924 között Esztergom vármegye székkapitánya volt. 1925-ben vonult nyugállományba, majd Esztergomban megalakította a Keresztény Községi Városi Pártot. Halála után az esztergomi Belvárosi temetőben helyezték örök nyugalomra.

## Kitüntetései
- Lipót-rend III. osztálya
- Vaskorona-rend III. osztálya
- tiszti Ezüst Vitézségi Érem
- Katonai Érdemkereszt III. osztálya
- Signum Laudis

## Külső hivatkozások
- Katonák kétkeréken[halott link], Hídlap.hu, 2010. augusztus 14.
- Gyönyörködni a lenyugvó napban[halott link], Hídlap.hu, 2011. január 15.